# راشد وأحبابه (ألبوم)
راشد وأحبابه، البوم غنائي خليجي عربي منوع طرح في 29 أبريل عام 2008. وهو يعتبر باكورة أعمال شركة بلاتينيوم ريكوردز مع الفنان راشد الماجد في مجال إنتاج الألبومات الغنائية.

## الأغاني
طرح راشد الماجد ثلاث أغنيات في الألبوم (أغنية سبق وان تم طرحها كأغنية مفردة في وقت سابق، أغنية تم تجديد تسجيلها بتوزيع جديد، وأغنية واحدة جديدة) كما شاركه في الألبوم كلاً من : أحمد الهرمي، عادل محمود ومنى أمرشا، وليد الشامي، أصيل همام، محمد الزيلعي، وليد الجيلاني، فهد الكبيسي، عبد الفتاح جريني، ثامر توفيق.
|   | اسم الاغنية     | غناء        | كلمات            | الحان       | توزيع |
| - | --------------- | ----------- | ---------------- | ----------- | ----- |
| 1 | إدعي علي بالموت | راشد الماجد | عبد الله الشامسي | مشعل العروج |       |
| 2 | راضي بتعذيبي    | أصيل هميم   | مشاعر دبي        | فايز السعيد |       |
| 3 | نصيبك           | أحمد الهرمي | غازي السعدي      | أحمد الهرمي |       |
| 4 | الليلة          | فهد الكبيسي | خليفة البديع     | ياسر        |       |